# Hillman Sporting
Der Hillman Sporting ist ein zweisitziger offener Tourer, den der britische Autohersteller Hillman 1921 herausbrachte.
Das Fahrzeug hat einen 4-Zylinder-Reihenmotor mit 1496 cm³ Hubraum, der die Hinterräder antreibt. Er entwickelt 28 bhp (21 kW). Im selben Jahr wurde das Modell wieder eingestellt.